# Getväpplingpalpmal
Getväpplingpalpmal (Aproaerema anthyllidella) är en fjärilsart som beskrevs av Jacob Hübner 1813. Getväpplingpalpmal ingår i släktet Aproaerema och familjen stävmalar. Arten är reproducerande i Sverige. Inga underarter finns listade i Catalogue of Life.

## Bildgalleri

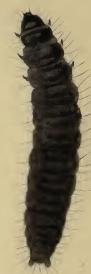
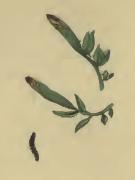
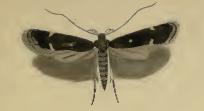
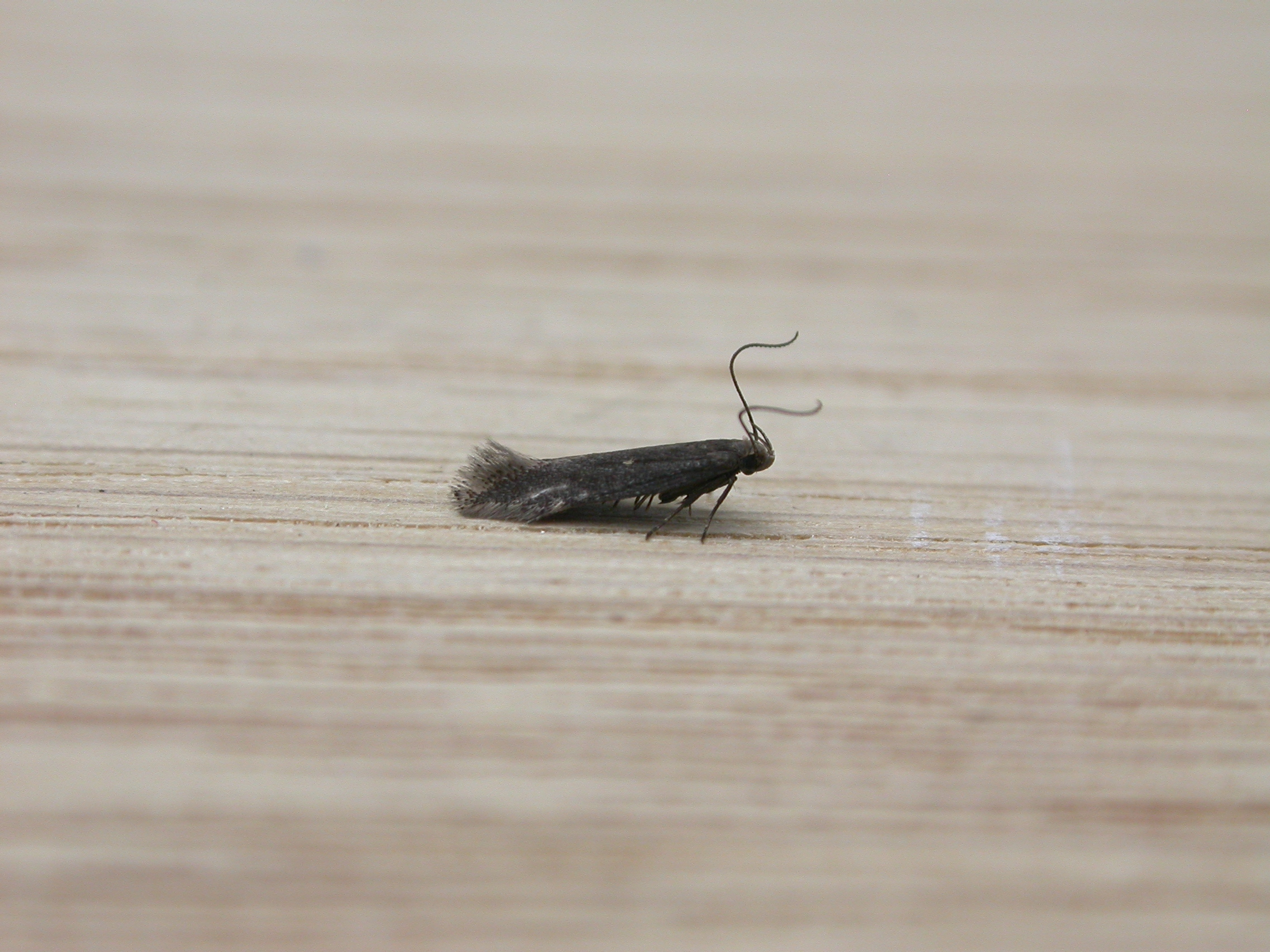
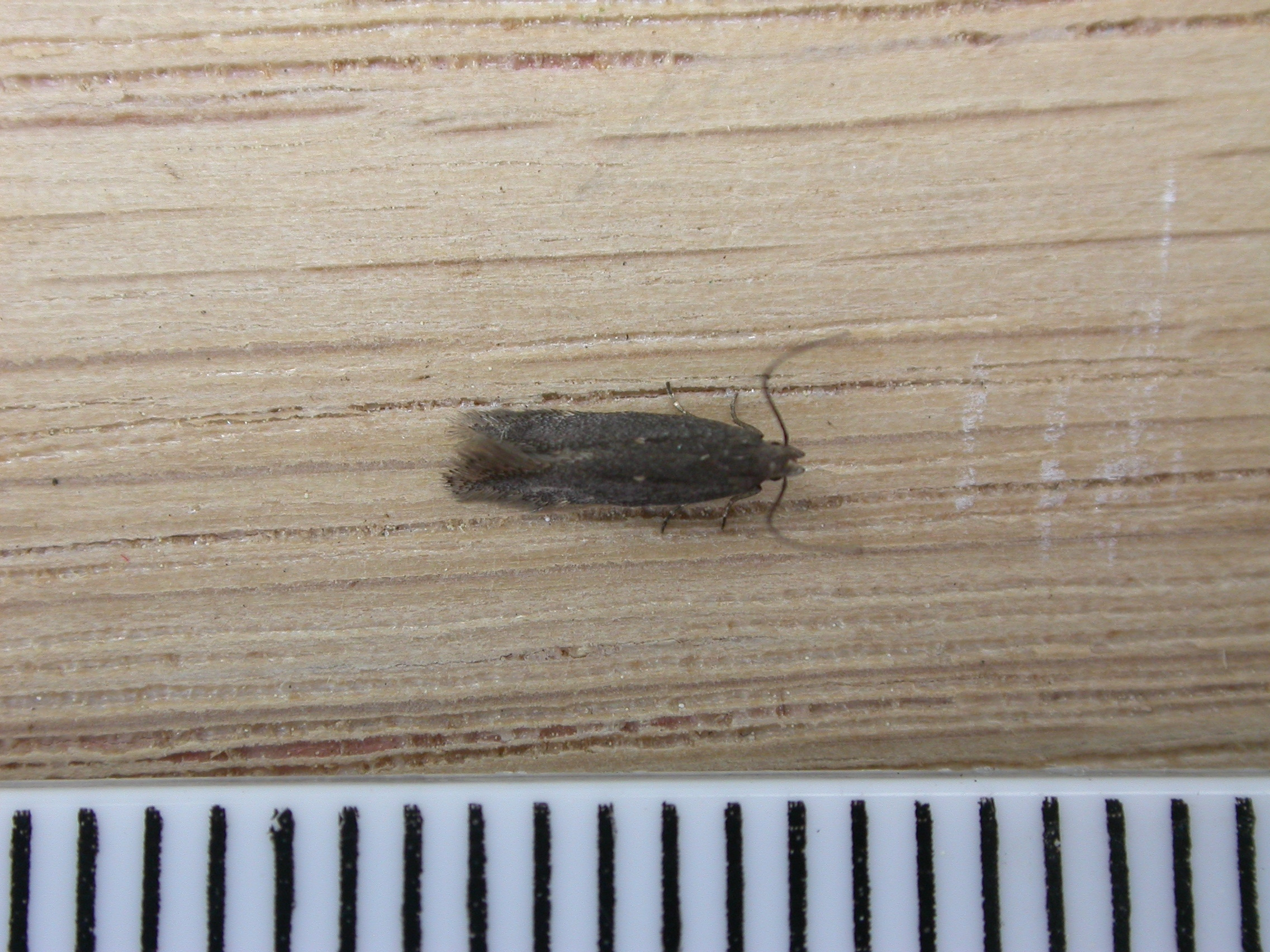